# Анна Софія Шарлотта Бранденбург-Шведтська
Анна Софія Шарлотта Бранденбург-Шведтська (нім. Anna Sophia Charlotte von Brandenburg-Schwedt; 24 грудня 1706 — 3 січня 1751) — маркграфиня Бранденбург-Шведтська та прусська принцеса з династії Гогенцоллернів, донька маркграфа Бранденбург-Шведтського й принца Прусського Альбрехта Фрідріха та курляндської принцеси Марії Доротеї, дружина герцога Саксен-Айзенаху Вільгельма Генріха.

## Біографія
Анна Софія Шарлотта народилась 24 грудня 1706 року в Берліні. Була третьою дитиною та старшою донькою в родині прусського принца Альбрехта Фрідріха, який також носив титул маркграфа Бранденбург-Шведтського, та його дружини Марії Доротеї Курляндської. Мала старших братів Фрідріха та Карла Альбрехта. Згодом в сім'ї з'явилося четверо молодших дітей.

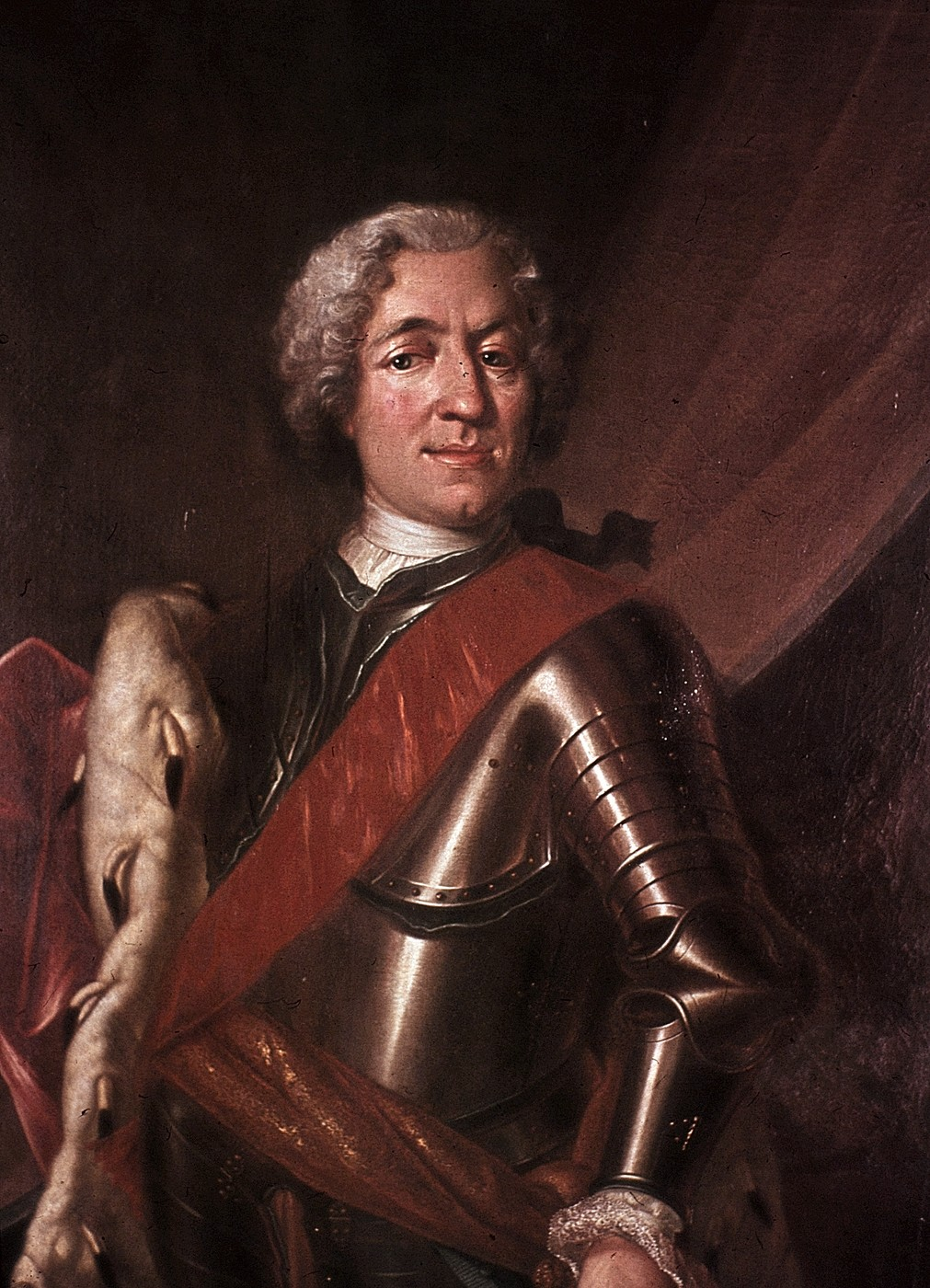
Вільгельм Генріх

Батько обіймав посаду гросмейстера Іоантіського ордену та був губернатором частини Померанії на схід від Одера.
У 16 років Софія була видана заміж за 31-річного спадкоємного принца Саксен-Айзенаху Вільгельма Генріха. Наречений овдовів за кілька місяців перед цим. Весілля відбулося 3 червня 1723 року в Берліні. Дітей у подружжя не було. Отриманий з приводу шлюбу орден Чорного орла сприяв цікавості спадкоємного принца до всього військового.
У січні 1729 року Вільгельм Генріх став правлячим герцогом Саксен-Айзенаху, а Софія — герцогинею-консортом. Чоловіка не стало влітку 1741 року. Герцогство Саксен-Айзенах відійшло правителю Саксен-Веймара Ернсту Августу I.
Померла Софія 3 січня 1751 року у Зангергаузені. Похована в соборі Галле.